# Tom Vilsack
Thomas James Vilsack (* 12. prosince 1950 Pittsburgh) je americký politik. Mezi roky 1999–2007 působil jako guvernér Iowy. V letech 2009–2017 a 2021–2025 byl ministrem zemědělství Spojených států amerických ve vládě Baracka Obamy a poté i Joea Bidena.
V prezidentských volbách v roce 2008 krátce usiloval o nominaci za Demokratickou stranu. Nakonec podpořil Hillary Clintonovou a později přijal nabídku na vysoké místo v řízení její kampaně. V lednu 2009 se stal ministrem zemědělství ve vládě Baracka Obamy, ve které zůstal po obě Obamova funkční období. V prosinci 2020 zvolený prezident Joe Biden, že si jej vybere na post ministra zemědělství také do svého kabinetu. Senát jeho nominaci schválil 23. února 2021 poměrem hlasů 92 : 7.